# تاكيشي سود
تاكيشي سود (باليابانية: 須田 剛史) (مواليد 14 أبريل 1983)، هو لاعب كرة قدم سابق كان يلعب كلاعب وسط.